# Армія Британської Індії

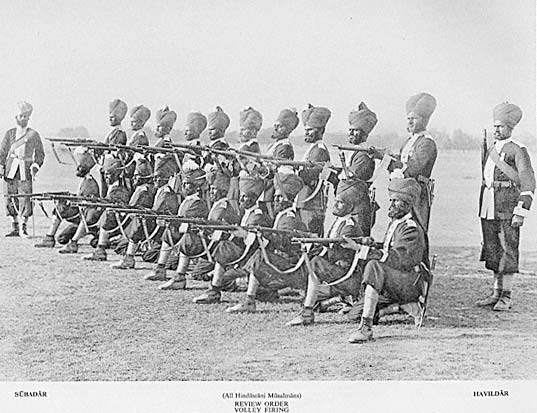
Загін солдатів Армії Британської Індії близько 1985 року

Армія Британської Індії (англ. British Indian Army), офіційно Індійська армія (англ. Indian Army, IA) — армія Британської Індії з 1895 по 1947 роки. Армія діяла як в самій Індії, так і за її межами, зокрема вона брала участь в обох світових війнах. В Індії вона була призначена захищати території під британським контролем, включаючи як її провінції, так і князівства.
Під такою назвою армія була офіційно створена в 1895 році та спершу існувала паралельно з арміями трьох президентств Індії (Бенгальською армією, Мадраською армією і Бомбейською армією). Але в 1903 році Індійська армія поглинула у себе всі ці утворення. У країні з 1903 по 1947 роки знаходилися підрозділи як цієї армії, так і Британської армії, що залишалися формально різними організаціями. Неформально, однак, терміни «Індійська Армія» та «Армія Британської Індії» використовувалися й раніше, зокрема після Повстання сипаїв. З Розділом Індії в 1947 році Армія Британської Індії була також поділена між Індією (з утворенням Індійської армії, англ. Army of India) і Пакистаном (з утворенням Пакистанської армії, Pakistan Army).